# Lussi
Lussi (en suec també escrit com a Lusse) és el nom tant de Lussi Langnatt com de l'esperit femení, semblant a un dimoni, associat amb aquesta nit al folklore noruec i suec. Lussinatta se celebra el vespre i la nit abans de la missa de Santa Llúcia i el dia de Santa Llúcia el 13 de desembre. Segons les tradicions nòrdiques, una manada de trolls va sortir aquella nit per controlar els preparatius de Nadal. Amb Nadal també venia l'hivern.

## Antecedents i actuacions
La figura de Lussi pot haver-se originat com una combinació de Santa Llúcia ("la lluminositat"), que se celebra el 13 de desembre, i el nom del diable Lucifer ("portador de llum"). El 13 de desembre també se celebra el solstici d'hivern al calendari julià i la nit més llarga i fosca de l'any, i es va considerar com a tal fins i tot després que es canviessin les dates quan el calendari gregorià es va fer càrrec de l'any 1700. Es diu que la noció de Lussi com a bruixa secreta i controladora és especialment coneguda a Noruega des de les zones des de Setesdal fins als districtes costaners d'Hardanger.
De la mateixa manera que el passeig nocturn de fantasmes "oskorsreia" per Nadal, Lussi podria venir a Lussinatta amb "lussiferda" o "lussireia" ("lussireidi"), un seguici de trolls a cavall. La Lussi voldria tastar la cervesa de Nadal, emportar-se l'espàtula de fer pastissos, i supervisar la cocció dels panets a la cuina i cridar per la xemeneia: "No feu cervesa, ni cocció, ni foc gran!". Perquè si no s'havia acabat el treball dur de batre i filar, la cocció i l'elaboració de cervesa per Nadal no anaven bé, i aquest vespre no es deixava descansar la feina, Lussi es podia venjar a casa i al graner. Ella i la reia podrien creuar els terrats, espantar amb les seves cares horripilants a la finestra, estavellar-se per la xemeneia i fer mal a ella i a qualsevol persona propera. Lussi va representar aleshores l'inframon; diverses llegendes diuen que ella és la primera esposa d'Adam i l'ancestra de totes les criatures del submon, com Lilith en l'antiga tradició jueva. Els mateixos Hulder han gaudit de les celebracions de Nadal i han vetllat pel compliment tant del calendari com dels costums.